# 和水町立三加和中学校
和水町立三加和中学校（なごみちょうりつみかわちゅうがっこう）は、熊本県玉名郡和水町板楠にある公立の中学校。
2016年（平成28年）4月から、和水町立三加和小学校とともに、施設併設型の小中一貫教育を開始した。

## 概要
歴史
1972年（昭和47年）に三加和町立小学校2校（緑・玉名北）が統合の上、「三加和町立三加和中学校」として開校。現校名になったのは2006年（平成18年）。2022年（令和4年）に創立50周年を迎えた。
校訓
「自主・創造・剛健」
校章
旧・三加和町の町章と「中」の文字を組み合わせたデザインとなっている。
校歌
作詞は金栗利二、作曲は滝本泰三による。歌詞は3番まであり、各番の歌詞中に校名の「三加和中学」が登場する。
通学区域
和水町のうち、「野田、上大田黒、下大田黒、上津田、下津田、上平野、下平野、上岩、中岩、下岩、上十町、山十町、中十町、板楠東、板楠西、住吉、西口、中林、東吉地、下吉地、中吉地、上吉地、和仁、中和仁、上和仁、開拓」。小学校区は和水町立三加和小学校。

## 沿革
前史
- 1947年（昭和22年）4月 - 学制改革（六・三制の実施）により、以下の新制中学校3校が創立。
  - 「緑村立緑中学校」（緑村立緑小学校に併設）
  - 「神尾村立神尾中学校」（神尾村立神尾小学校に併設）
  - 「春富村立春富中学校」（春富村立春富小学校に併設）
- 1951年（昭和26年）- 上記3校のうち、2校（春富・神尾）が統合。
  - 「緑村立緑中学校」
  - 「神尾春富両村組合立玉名北中学校」（神尾・春富が統合）
- 1955年（昭和30年）4月1日 - 3村（緑・神尾・春富）合併により、「三加和村」が発足し、以下のように改称。
  - 「三加和村立緑中学校」
  - 「三加和村立玉名北中学校」
- 1968年（昭和43年）11月1日 - 三加和村の町制施行に伴い、以下のように改称。
  - 「三加和町立緑中学校」
  - 「三加和町立玉名北中学校」

統合

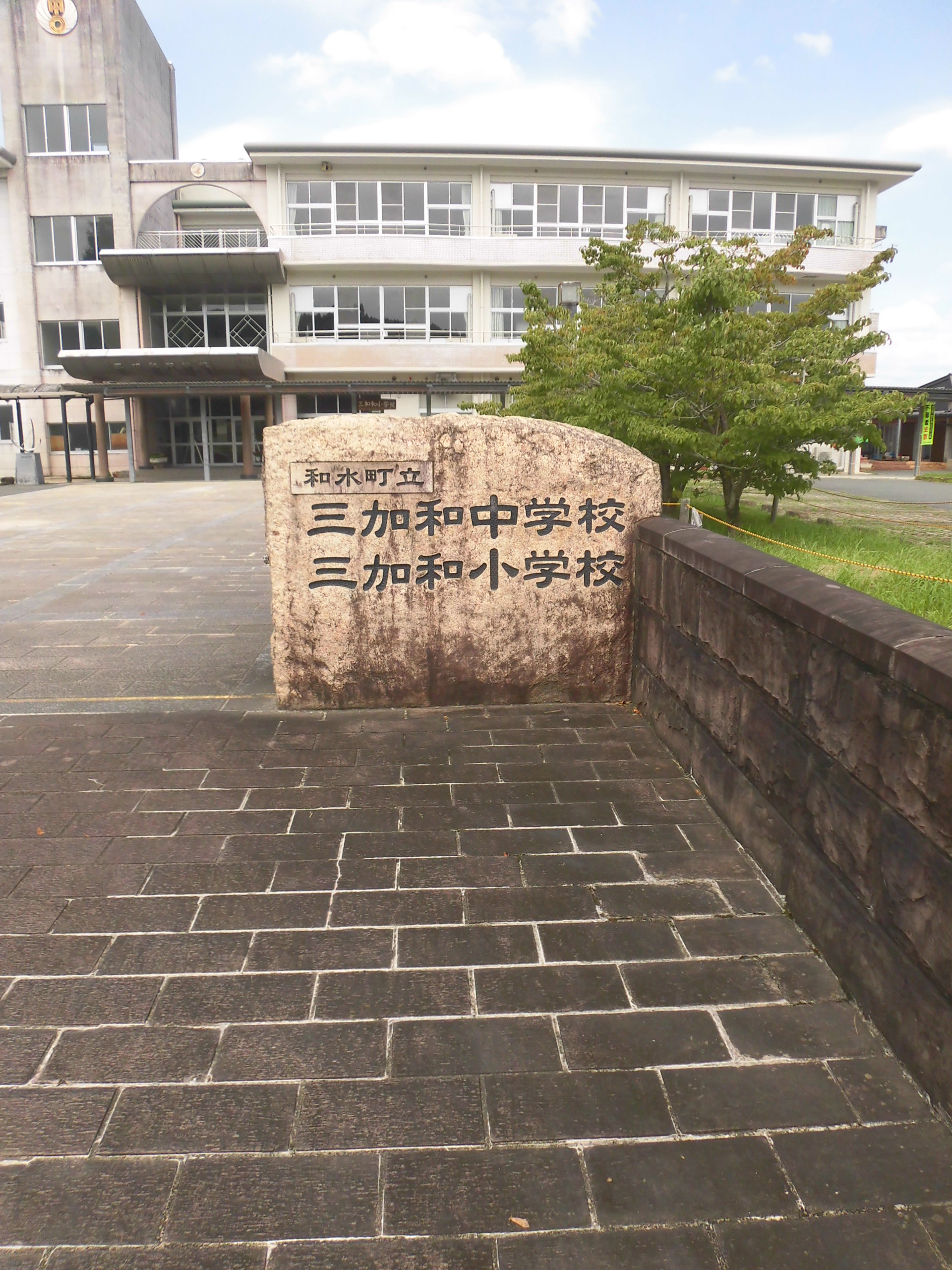
小・中学校名が併記された正門

- 1972年（昭和47年）4月1日 - 上記2校を統合の上、「三加和町立三加和中学校」となる。
- 2006年（平成18年）3月1日 - 和水町の新設に伴い、「和水町立三加和中学校」（現校名）となる。
- 2014年（平成26年）4月1日 - 三加和地区の小学校の統合を行い、施設併設型の小中一貫教育を開始。
  - 和水町立小学校3校（緑小学校・神尾小学校・春富小学校）および分校1校（十町分校）が統合の上、「和水町立三加和小学校」となり、三加和中学校校舎に併設される[4]。
  - これ以降の沿革については和水町立三加和小中学校#沿革を参照。

## 交通アクセス
最寄りのバス停留所
- 九州産交バス 「三加和中学前」停留所

最寄りの幹線道路
- 熊本県道6号玉名立花線
- 熊本県道195号和仁山鹿線

## 周辺
- 板楠ひまわり発電所
- 旧・和水町立緑小学校跡
- あおば保育園
- 和水町役場 三加和支所・三加和公民館
- 玉名警察署板楠警察官駐在所
- 有明広域行政事務組合消防本部 玉名消防署 和水三加和分署
- JAたまな三加和総合支所
- JAたまな供給センター
- 和水町商工会 三加和支所
- 緑郵便局
- 正念寺
- 板楠神社
- 十町川